# Breitenau am Hochlantsch
Breitenau am Hochlantsch – gmina targowa w Austrii, w kraju związkowym Styria, w powiecie Bruck-Mürzzuschlag. Według Austriackiego Urzędu Statystycznego liczyła 1749 mieszkańców (1 stycznia 2015).

## Współpraca
Miejscowość partnerska:
- Gerstungen, Niemcy